# 王德泰墓
王德泰墓，位于中国吉林省白山市江源区松树乡大安村，为一个省级文物保护单位，类型为近现代史迹及代表性建筑，公布时间为1981年4月20日。该文物保护单位由白山市文管办管理。
王德泰墓的历史年代为1936年。